# ألفرد لويس بوش
ألفرد لويس بوش (بالإنجليزية: Alfred Louis Bush)‏ هو سياسي أمريكي، ولد في 3 فبراير 1849، وتوفي في 3 يوليو 1902.